# Barwy miłości
Barwy miłości (Hechizo de Amor) – wenezuelska telenowela wyemitowana w 2000 roku przez Venevisión. Serial składa się z 130 odcinków, każdy po 60 minut. Piosenkę tytułową „Quiereme” śpiewa Alejandro Fernández. W rolach głównych Emma Rabbe i Guillermo Pérez.

## Wersja polska
W Polsce telenowela była emitowana przez telewizję Zone Romantica.

## Obsada
- Emma Rabbe jako Ligia Valderrama
- Guillermo Perez jako Gabriel Salazar
- Niurka Acevedo jako Penelope Bracho
- Miguel Alcantara jako Francisco Valderrama
- Julio Alcazar jako Arturo Urbaneja Castro
- Mayra Alejandra jako Raquela Valderrama
- Alberto Alifa jako Juan Diego Urbaneja
- Ernesto Balzi jako Alonso Urrutia
- Juan A. Baptista jako Rene Castro
- Julio Bernal jako Venancio Alcantara
- Aroldo Betancourt jako Leonardo Sotomayor
- Eva Blanco jako Clara de Salazar
- Mirtha Borges jako Marina de Alcantara
- Víctor Cámara jako Jorge Luis Larrios
- Caridad Canelon jako Salome Hernandez
- Ana Karina Casanova jako Mariana Antunez
- Ana Castell jako Dominga Cardenas
- Miguel David Diaz jako Mauricio Sanchez
- Wanda D’Isidoro jako Mabel Alcantara
- Ivette Dominguez jako Felicia Hurtado
- Kimberly Dos Ramos jako Marta Sanchez
- Alexis Escamez jako Higinio Perez
- Guillermo Ferran jako Felipe Bracho
- Francisco Ferrari jako dr German Duque
- Chony Fuentes jako Fedora de Antunez
- Gaspar Gonzalez jako dr Campo
- Victor Hernandez jako Claudio Salazar
- Pedro Lander jako Marcelo Salazar
- Carolina Lopez jako Beatriz Gutierrez
- Fedra López jako Natasha
- Lotario jako Cheo Meneses
- Eduardo Luna jako Det. Miranda
- Antonio Machuca jako dr Romero
- Ana Martinez jako Sonia
- Ana Massimo jako Luisa Perez
- Roberto Messutti jako Silvio Perez
- Eva Mondolfi jako Cecilia Larrios
- Adelaida Mora jako Bettina
- Cristina Obin jako Inmaculada de Urbaneja
- Miriam Ochoa jako Amalia
- Eliseo Perera jako dr Acevedo
- Dulce Maria Pilonieta jako Leticia
- Mauricio Renteria jako Padre Angel Jesus
- Victor Rentoya jako Adalberto Cardenas
- Yvonne Reyes jako Regina Fuentes
- Chelo Rodriguez jako Adelaida Sotomayor
- Rafael Romero jako Hugo Ruiz
- Monica Rubio jako Trinita Sanchez
- Betty Ruth jako Crisanti Hernandez
- Diego Salazar jako Amado Cardenas
- Soraya Sanz jako Antonia
- Judith Vasquez jako Iraida Montes
- Jose Vieira jako Emilio Cardenas
- Andreina Yepez jako Lorena
- Gigi Zancheta jako Carolina Sanchez